# فضيحة التلاعب بنتائج مباريات كرة القدم الأوروبية 2009
فضيحة التلاعب بنتائج مباريات كرة القدم الأوروبية عام 2009 هي فضيحة تلاعب شهدتها الأوساط الرياضيّة الأوروبيّة عام 2009 عندما أتهم عدد من الحكام واللاعبين والمدربين وكبار المسؤولين الرياضيين بتلقي الرشاوي من المراهنين للتأثير على نتائج مباريات كرة القدم الاحترافيّة في أوروبا. ركزت التحقيقات التي أجريت للكشف عن مُلابسات التلاعب على نحو مائتي مُباراة كُرة قدم من بينها اثنتي عشرة مباراة تأهيلية لبطولة الدوري الأوروبي لكرة القدم وثلاث مباريات في دوري أبطال أوروبا لكرة القدم للمحترفين بالإضافة إلى عدد من المباريات بالدوريات المحلية لكرة القدم للمحترفين في تسع دول أوروبية هي ألمانيا وبلجيكا وسويسرا وكرواتيا وسلوفينيا وتركيا والمجر والبوسنة والهرسك والنمسا. وصف بيتر ليماخر المتحدث باسم الاتحاد الأوروبي لكرة القدم فضيحة عام 2009 بكونها أكبر فضيحة تلاعب في نتائج المباريات حدثت في تاريخ كرة القدم الأوروبية.

## الأحداث
كانت فضيحة التلاعب بنتائج مباريات كرة القدم الأوروبية لعام 2009 أكبر فضيحة شهدتها كرة القدم الأوروبية منذ فضيحة التلاعب بنتائج مباريات الدوري الألماني لكرة القدم عام 2005، والتي تورط فيها الحكم روبرت هويزر، وفضيحة الدوري الألماني في موسم عام 1970-1971، والتي شهدت تورط عدد كبير من اللاعبين والمدربين والمسؤولين الرياضيين في عمليات التلاعب بنتائج المباريات، غير أن فضيحة تلاعب عام 2009 كانت أكثر تأثيرًا وأوسع نطاقًا من فضائح التلاعب السابقة في كرة القدم، وقد أشارت بعض الصحف إلى هذه الفضيحة باعتبارها أكبر فضيحة تلاعب على الإطلاق في تاريخ كرة القدم الأوروبية كما وصفها بيتر ليماخر رئيس لجنة الانضباط في الاتحاد الأوروبي لكرة القدم.
بدأت الأحداث في مارس 2009 عندما وجه الاتحاد الأوروبي لكرة القدم إلى نادي إف كي بوبيدا المقدوني اتهامات بالتلاعب بنتائج مبارياته. أُدين نادي بوبيدا بعد ذلك بالتلاعب بنتيجة مباراته أمام نادي بيونيك الأرميني في عام 2004، وهو ما دفع الاتحاد الأوروبي لكرة القدم إلى حظر النادي ومنعه من المُشاركة في جميع المسابقات الأوروبية لمدة ثماني سنوات، بالإضافة إلى حظر كل من رئيس النادي ألكسندر زابرشانيك والقائد السابق للفريق نيكولسي زدرافيفسكي من المشاركة في جميع الأنشطة المُتعلقة بكرة القدم الأوروبية مدى الحياة. وفي 19 نوفمبر 2009 ألقي القبض على شقيقين كرواتيين يُدعيا أنتي وميلان سابينا، ووجهت لهما تهمة الاحتيال بسبب المُراهنة على مُباريات كرة قدم تم التلاعب بنتائجها في آسيا، وتزامن ذلك مع سلسلة من المداهمات والتحقيقات حول مافيا المراهنات في مباريات كرة القدم في كل من المملكة المتحدة وألمانيا وسويسرا والنمسا، والتي أسفرت عن اعتقال ومصادرة أموال خمسة عشر متهما في ألمانيا، واثنين آخرين في سويسرا. وفي 20 نوفمبر 2009 كشف مكتب المدعي العام في مدينة بوخوم الألمانية عقب تحقيقات أجراها بناءًا على نتائج عمليات التنصت على الهاتف لمكافحة أنشطة الجريمة المنظمة أنّه تم التلاعب بنتائج ما لا يقل عن 200 مباراة كرة قدم في تسع دول أوروبية منذ بداية عام 2009 من خلال رشوة اللاعبين والمدربين والمسؤولين في الأندية والهيئات الرياضية. وعلى خلفية الفضيحة، قرر الاتحاد الأوروبي لكرة القدم إيقاف الحكم الأوكراني أوليج أوريجيشوف الذي بحسب ما نشره موقع شبيجل أونلاين كان على اتّصال شخصي بأحد أعضاء مافيا المراهنات، جاء قرار الإيقاف بعد تحقيق أجرته وحدة مكافحة الفساد التابعة للاتحاد الأوروبي لكرة القدم، واستدعي على إثره الحكم أوليج أوريجيشوف لحضور جلسة استماع شخصية في مركز الاتحاد بمدينة نيون. وفي تصريحات أدلى بها ميشيل بلاتيني رئيس الاتحاد الأوروبي لكرة القدم، قرر الاتحاد مراقبة 27000 مباراة في موسم عام 2009-2010 في إطار تكثيف جهوده للقضاء على التلاعب في نتائج المباريات في اللعبة.

### في ألمانيا
كشفت تحقيقات الاتحاد الأوروبي لكرة القدم في ألمانيا عن التلاعب بنتائج ما لا يقل عن 32 مباراة من بينها أربع مباريات في بطولة الدوري الألماني الدرجة الثانية، وثلاث مباريات في بطولة الدوري الألماني الدرجة الثالثة، و18 مباراة في بطولات الدوري الألماني الدرجة الرابعة ودوري الدرجة العليا، ومباراتان في بطولة دوري الناشئن تحت 19 عامًا، على حين ذكرت مجلة فاكت التلفزيونية في سبتمبر 2010 أن المباريات التي كانت موضع اشتباه بحدوث تلاعب تضمنت ثلاث عشرة مباراة من مباريات بطولة الدوري الألماني للدرجة الثانية، وخمس مباريات من مباريات بطولة الدوري الألماني للدرجة الثالثة، وعشرين مباراة من مباريات الدوري الألماني للدرجة الرابعة، وخمس مباريات من مباريات الدوري الألماني للدرجة الأولى، ومباراتين من مباريات بطولة كأس الاتحاد الألماني لكرة القدم، وخمس مباريات من مباريات بطولة الدوري الألمانئي للناشئين فئة تحت 19 عامًا، بالإضافة إلى مباريات ودية فردية أخرى. وفي مايو 2009 وُجهت لأحد حكام الاتحاد الألماني لكرة القدم اتهامات بتلقي رشوة من المراهنين للتلاعب بنتيجة إحدى مباريات الدوري الألماني للدرحة الرابعة لكرة القدم. وفي 19 نوفمبر 2009 ألقي القبض على عدد من اللاعبين والرياضيين كان من بينهم اللاعب إيفان بافيتش لاعب فريق بروس باسكيتس لكرة السلة في بامبرج، واللاعب كريستيان سبريكاكوفيتش لاعب دوري فورتسبورغر لاندز خلال التحقيقات التي أجراها مكتب المدعي العام في بوخوم بشأن عمليات التلاعب. كان مكتب المدعي العام قد اشتبه بوقوع التلاعب في أربعة مباريات لفريق إس إس في أولم 1846 في نهائيات الدوري الألماني للدرجة الرابعة لكرة القدم خلال موسم عام 2008-2009. وفي 27 نوفمبر 2009، أعلن النادي عن إدانة ثلاثة من لاعبي الفريق الكرواتيين دافور كرالييفيتش وماريو مارينوفيتش ودينكو رادوييفيتش بتهمة التلاعب في نتائج المباريات. وعلى خلفية اتهامات مُشابهة، قرر نادي إس سي فيرل الذي ينافس في الدوري الألماني للدرجة الرابعة لكرة القدم في 24 نوفمبر 2009 إيقاف لاعبي الوسط باتريك نيومان وتيم هاجيدورن عن المشاركة في التدريبات والمباريات بعدما كشفت المؤشرات الأولية عن محاولة اللاعبين التلاعب بنتيجة مباراة الفريق أمام الفريق الثاني لنادي بوروسيا مونشنغلادباخ، والتي انتهت بفوز إس سي فيرل بنتيجة 4-3، ومباراة الفريق أمام الفريق الثاني لنادي كولن، والتي انتهت بخسارة إس سي فيرل بنتيجة 1-0 خلال موسم 2008-2009. اعترف لاعب الفريق باتريك نيومان أمام المدعي العام في بوخوم في 28 نوفمبر 2009 بأنه تلقى 500 يورو على الرغم من إنكاره القيام بأي أنشطة احتيالية ليكون بذلك أول لاعب كرة قدم محترف يوقع اعترافًا بالضلوع في فضيحة التلاعب في نتائج المباريات.
وفي نهاية نوفمبر 2009 أقيل مارسيل شوان لاعب نادي في إف إل أوسنابروك كما حكم عليه بدفع غرامة مالية بسبب تورطه في فضيحة التلاعب بنتائج المباريات، وهو ما أدى لانتقاله إلى فريق نادي إس في ساندهاوزن الذي ينافس في الدوري الألماني للدرجة الثالثة مع بداية موسم 2009-2010. أكّد مارسيل شون لمكتب المدعي العام في بوخوم خلال التحقيقات حدوث التلاعب في المباراة التي انتهت بهزيمة نادي أوسنابروك بنتيجة 3-0 أمام نادي أوغسبورغ في 17 أبريل 2009 في الدوري الألماني الدرجة الثانية.

### في النمسا
أثرت فضيحة تلاعب عام 2009 على نتائج إحدى عشرة مباراة من مباريات الدوري النمساوي للدرجة الأولى لكرة القدم والدوري النمساوي للدرجة الثانية لكرة القدم. لم يكن أي من أندية كرة القدم النمساوية بحسب تقارير الاتحاد الأوروبي لكرة القدم متورطا بشكل خاص في فضيحة التلاعب، ومع هذا فقد أفادت بعض التقارير الصحفية بالاشتباه في وقوع التلاعب خلال مباراتي نادي رابيد فيينا النمساوي أمام نادي فلازنيا شكودرا الألباني في تصفيات للدوري الأوروبي، والتين انتهتا بفوز نادي رابيد فيينا بنتيجتي 5-0 و3-0. كانت هناك مزاعم في بداية مارس 2011 حول ضلوع نادي كابفنبرجر النمساوي في فضيحة التلاعب بنتائج مباريات الدوري النمساوي، حيث أفادت تقارير إعلامية مختلفة بأن لاعبي النادي تلقوا مبالغ مالية كبيرة لخسارة عدد من مباريات موسم 2009-2010، ومن بينها مباراة النادي أمام نادي إف سي ريد بول سالزبورغ التي انتهت بخسارة نادي كابفنبرجر بنتيجة 4-0، ومباراة النادي أمام رابيد فيينا، والتي انتهت بخسارة نادي كابفنبرجر بنتيجة 1-0، ومبارة نادي كابفنبرجر أمام نادي أوستريا فيينا، والتي انتهت بخسارة كابفنبرجر بنتيجة 1-0. كما انتشرت في نفس الوقت مزاعم بأن أحد لاعبي الدفاع في نادي كابفنبيرج حصل على رشوة قدرت بحوالي 200000 يورو من خلال وسيط للتلاعب بنتائج المباريات.

### في سويسرا
أثرت فضيحة تلاعب عام 2009 على نتائج 22 مباراة من مباريات دوري التحدي السويسري بالإضافة إلى ست مباريات تجريبية. كما شهدت بطولة دوري السوبر السويسري محاولة تلاعب واحدة على الأقل عندما أبلغ أحد اللاعبين اتحاد سويسرا لكرة القدم بمحاولة الرشوة وألقي القبض على اثنين من المشبته بهم. كان نادي ثون السويسري على رأس الأندية التي أثيرت حولها شكوك بالتورط في التلاعب بنتائج المباريات في سويسرا، فقد اشتبه المدعي العام الفيدرالي بتورط لاعبي النادي في التلاعب بنتيجة مباراة نادي ثون أمام نادي إيفردون سبورت في 26 أبريل 2009، والتي انتهت بخسارة ثون بنتيجة 5-1، إذ كان لابد لنادي إيفردون سبورت أن يفوز بفارق أربعة أهداف. وعلى خلفية الاتهامات التي وجهت لنادي ثون بالتلاعب، ألقت الشرطة السويسرية القبض على اللاعب بابي عمر فاي مهاجم نادي ثون في 22 نوفمبر 2009 مما اضطر نادي ثون إلى إيقاف اللاعب قبل أسبوع واحد فقط من مباراة الفريق أمام نادي فينترتور. اشتبهت الشرطة أيضا في تورط عدد من لاعبي الفريق الآخرين في التلاعب بنتائج المباراة نظرا لاستحالة أن يكون مهاجم الفريق مسؤولا وحده بحكم موقعه ومسؤوليته في الملعب عن تلقي مرمي الفريق لخمسة أهداف.
واجه نادي جوساو السويسري أيضا اتهامات مشابهة بالتورط في عمليات التلاعب بنتائج المباريات بعدما عانى من سلسلة من الهزائم في نهاية موسم 2008-2009، وقد اشتبه المدعي العام الفيدرالي على وجه التحديد في أن لاعبي نادي جوساو قد تلقوا مبالغ مالية نظير التلاعب بنتائج مبارياتهم امام نادي لوكارنو في 24 مايو 2009 ومباراتهم أمام نادي سيرفيت، إذ كان من المتوقع أن يخسر نادي جوساو المباراة أمام نادي لوكارنو بفارق أربعة أهداف على الأقل، وبالفعل انتهت المباراة بخسارة جوساو بنتيجة 0-4، وهو ما دفع الشرطة السويسرية إلى توقيف اللاعب داركو داميانوفيتش حارس مرمى فريق نادي جوساو آنذاك. صرح اللاعب ماريو بيجوني لاعب خط وسط الفريق في وقت لاحق بحدوث التلاعب خلال مباراة الفريق في الموسم السابق، وبأنه تلقى عرضا بالرشوة من لاعب زميل. دفعت هذه التصريحات إدارة نادي جوساو إلى إيقاف اللاعب ماريو بيجوني على الرغم من عدم تصريحه بما إذا كان قد قبل عرض الرشوة أو رفضه، وفي 26 أكتوبر 2011 عثرت الشرطة السويسرية على ماريو بيجوني ميتا في نهر ألتر راين بالقرب من منطقة راينيك.
أثيرت العديد من الشكوك حول حدوث التلاعب بنتائج بعض المباريات الودية أيضًا، ففي صيف عام 2009 كان نادي ترافنيك البوسني يقيم معسكرًا تدريبيًا للفريق في سويسرا، وكان من المقرر أن يواجه الفريق خلال المعسكر فرق أندية نوشاتيل زاماكس وسيون وسيرفيتي إف سي جنيف في مباريات ودية، والتي انتهت جميعها بخسارة النادي البوسني أمام الأندية السويسرية بنتائج 2-3 و1-3 و1-4، ثم كشف كريستيان كونستانتين رئيس نادي سيون في ذلك الوقت عن شكوكه في تلقي لاعبي الفريق البوسني أموالا مقابل السماح لفريقه بالفوز بالمباراة الودية. كان من المعروف في ذلك الوقت أن إحدى شركات المراهنات الأسيوية هي من تكفلت بتكاليف المعسكر التدريبي للفريق البوسني.

### في الصين
اعتقلت الشرطة الصينية في 25 نوفمبر 2009 ستة عشر شخصًا على خلفية التحقيقات الدولية التي أجري بعد إثارة فضيحة التلاعب بنتائج مباريات كرة القدم الأوروبية عام 2009. كان من بين الأشخاص الذين اعتقلوا بتهمة التورط في التلاعب بنتائج المباريات اثني عشر شخصًا من أعضاء الأندية وأربعة مسؤولين رفيعي المستوى في أندية ومؤسسات كرة القدم، وعلى رأسهم يانغ شو النائب السابق لرئيس الاتحاد الصيني لكرة القدم.

## المباريات التي طالتها شبهات التلاعب
شملت التحقيقات المتعلقة بفضيحة التلاعب بنتائج مباريات كرة القدم الأوروبية عدد من المباريات التي أقيمت خلال عام 2009، ويوضح الجدول التالي قائمة المسابقات والبطولات الأوروبية المختلفة وعدد المباريات التي اشتبه في وقوع التلاعب بنتائجها خلال كل مسابقة:
| الدولة          | المسابقة                                  | عدد المباريات التي خضعت للتحقيقات | الدور          |
| --------------- | ----------------------------------------- | --------------------------------- | -------------- |
|                 | دوري أبطال أوروبا                         | 3                                 | الدور التأهيلي |
|                 | الدوري الأوروبي لكرة القدم                | 12                                | الدور التأهيلي |
| ألمانيا         | الدوري الألماني الدرجة الثانية            | 32                                |                |
| ألمانيا         | الدوري الألماني الدرجة الثالثة            | 32                                |                |
| ألمانيا         | الدوري الألماني الدرجة الرابعة            | 32                                |                |
| ألمانيا         | دوري الدرجة العليا                        | 32                                |                |
| تركيا           | الدوري التركي الممتاز                     | 29                                |                |
| سويسرا          | دوري التحدي السويسري                      | 22                                |                |
| بلجيكا          | الدوري البلجيكي الدرجة الثانية            | 17                                |                |
| كرواتيا         | الدوري الكرواتي الممتاز                   | 14                                |                |
| المجر           | البطولة الوطنية المجرية                   | 13                                |                |
| النمسا          | الدوري النمساوي للدرجة الأولى لكرة القدم  | 11                                |                |
| النمسا          | الدوري النمساوي للدرجة الثانية لكرة القدم | 11                                |                |
| البوسنة والهرسك | دوري البوسنة والهرسك الممتاز              | 8                                 |                |
| سلوفينيا        | دوري سلوفينيا لكرة القدم                  | 7                                 |                |
|                 | بطولة أمم أوروبا تحت 21 سنة               |                                   |                |

كشف الاتحاد الأوروبي لكرة القدم في 25 نوفمبر 2009 عن إجراء تحقيقات موسعة مع لاعبي ومسؤولي خمسة أندية أوروبية بالإضافة إلى ثلاثة حكام وأحد الأشخاص الذين تربطهم علاقة بالاتحاد الأوروبي لكرة القدم حول نتائج سبع مباريات من مباريات مسابقات الاتحاد الأوروبي التي لعبت عام 2009. كانت الأندية الخمس التي خضع لاعبيها ومسؤوليها للتحقيق هي نادي تيرانا الألباني، ونادي دينابورغ اللاتفي، ونادي فلازنيا الألباني، ونادي ليوبليانا السلوفيني، ونادي بودابست هونفيد المجري. أما المباريات السبع التي اشتبه في حدوث التلاعب بالنتائج خلالها فكانت على النحو الموضح بالجدول التالي:
| الجولة/المسابقة                                             | طرفي المباراة          | تاريخ لعب المباراة | الفائز | النتيجة                |
| ----------------------------------------------------------- | ---------------------- | ------------------ | ------ | ---------------------- |
| الجولة الثانية من التصفيات المؤهلة لبطولة دوري أبطال أوروبا | نادي تيرانا            | 21 يوليو 2009      | 4-0    | نادي ستابك             |
| الجولة الثانية من التصفيات المؤهلة لبطولة دوري أبطال أوروبا | نادي ستابك             | 21 يوليو 2009      | 4-0    | نادي ستابك             |
| الجولة الثانية من التصفيات المؤهلة لبطولة الدوري الأوروبي   | نادي فلازنيا           | 16 يوليو 2009      | 5-0    | نادي رابيد فيينا       |
| الجولة الثانية من التصفيات المؤهلة لبطولة الدوري الأوروبي   | نادي رابيد فيينا       | 16 يوليو 2009      | 5-0    | نادي رابيد فيينا       |
| الجولة الثانية من التصفيات المؤهلة لبطولة الدوري الأوروبي   | نادي بني يهودا تل أبيب | 16 يوليو 2009      | 4-0    | نادي بني يهودا تل أبيب |
| الجولة الثانية من التصفيات المؤهلة لبطولة الدوري الأوروبي   | نادي دينابورغ          | 16 يوليو 2009      | 4-0    | نادي بني يهودا تل أبيب |
| الجولة الثانية من التصفيات المؤهلة لبطولة الدوري الأوروبي   | نادي فلازنيا           | 23 يوليو 2009      | 3-0    | نادي رابيد فيينا       |
| الجولة الثانية من التصفيات المؤهلة لبطولة الدوري الأوروبي   | نادي رابيد فيينا       | 23 يوليو 2009      | 3-0    | نادي رابيد فيينا       |
| الجولة الثانية من التصفيات المؤهلة لبطولة الدوري الأوروبي   | نادي دينابورغ          | 23 يوليو 2009      | 2-0    | نادي بني يهودا تل أبيب |
| الجولة الثانية من التصفيات المؤهلة لبطولة الدوري الأوروبي   | نادي بني يهودا تل أبيب | 23 يوليو 2009      | 2-0    | نادي بني يهودا تل أبيب |
| الجولة الثالثة من التصفيات المؤهلة لبطولة الدوري الأوروبي   | نادي فنار باغجه        | 30 يوليو 2009      | 5-1    | نادي فنار باغجه        |
| الجولة الثالثة من التصفيات المؤهلة لبطولة الدوري الأوروبي   | بودابست هونفيد         | 30 يوليو 2009      | 5-1    | نادي فنار باغجه        |
| الجولة الثالثة من التصفيات المؤهلة لبطولة الدوري الأوروبي   | نادي ليوبليانا         | 6 أغسطس 2009       | 3-0    | نادي ميتالورغ دونيتسك  |
| الجولة الثالثة من التصفيات المؤهلة لبطولة الدوري الأوروبي   | نادي ميتالورغ دونيتسك  | 6 أغسطس 2009       | 3-0    | نادي ميتالورغ دونيتسك  |

## الأحكام القضائية
حكمت المحكمة الجنائية الثالثة عشرة لمنطقة بوخوم في 14 أبريل 2011 على تونا أ. بالسجن لمدة ثلاث سنوات وثمانية أشهر، وعلى ستيفان ر. الذي كان يدير أحد مكاتب المراهنات بالسجن لمدة ثلاث سنوات وأحد عشر شهرًا بتهمة الاحتيال، كما حُكم على مدير مكتب مراهنات آخر يُدعى نوريتين ج. بالسجن لمدة ثلاث سنوات بتهمة الاحتيال. كان المتهمون الثلاثة قد اعترفوا خلال التحقيقات بالتلاعب بنتائج 32 مباراة عن طريق رشوة اللاعبين. ثُم حكمت محكمة بوخوم في مايو 2011 بالسجن لمدة خمس سنوات ونصف على كُل من أنتي سابينا وماريجو سيرتاك، وحكمت على على دراجان م. بالسجن لمدة عام وستة أشهر بسبب ضلوعهم في التلاعب بنتائج المباريات، ثم أيدت محكمة العدل الاتحادية الألمانية في ديسمبر 2012 الأحكام السابقة الصادرة بحق كل من أنتي سابينا وشريكه ماريجو سيرتاك، وأعلنت أنها غير قابلة للاستئناف. وفي مارس 2013 حكمت محكمة مقاطعة بوخوم على ميلان سابينا بالسجن لمدة عشرة أشهر، وهو الحكم الذي ألغي بعد ذلك في مارس 2014، قبل أن تحكم محكمة مقاطعة بوخوم على أنتي سابينا في أبريل 2014 مجددا بالسجن لمدة خمس سنوات في قضية تلاعب أخرى.

## فضائح تلاعب أخرى
شهدت إيطاليا في 23 نوفمبر 2009 فضيحة تلاعب أخرى بنتائج مباريات كرة القدم تم جرت فيها التحقيات بشكل منفصل عن التحقيقات التي أجراها مكتب المدعي العام في بوخوم، بعدما ألقت قوات الدرك الوطني الإيطالية القبض على جوزيبي بوستيجليوني رئيس نادي بوتنزا الإيطالي وثمانية مسؤولين آخرين كان من بينهم أنطونيو لوبيانو وأنطونيو دي أنجيليس مسؤولا نادي بوتنزا، وأنطونيو بوسيدنتي عضو المافيا، ووجهت لهم تهمة التلاعب بنتائج مباريات كرة القدم. استغرقت التحقيقات عدة اشهر، وتركزت حول سبع مباريات أقيمت خلال موسم 2008-2009 من بطولة دوري الدرجة الأولى الإيطالي لكرة القدم، بالإضافة إلى مباراة واحدة جرت خلال موسم 2007-2008 من بطولة دوري الدرجة الثانية الإيطالي لكرة القدم.